# Nic Raine
Nic Raine é um compositor estadunidense responsável pelas orquestrações de filmes como Wallace & Gromit in The Curse of the Were-Rabbit e Alexander. Já lançou álbuns em conjunto com a Orquestra Filarmônica da Cidade de Praga com regravações das trilhas de filmes famosos compostas por John Barry, John Williams, Maurice Jarre, Vangelis e outros.